# Свиногорка
Свиного́рка (рос. Свиногорка) — присілок у складі Сарактаського району Оренбурзької області, Росія.

## Населення
Населення — 58 осіб (2010; 79 у 2002).
Національний склад (станом на 2002 рік):
- росіяни — 87 %